# Jungkoch
Der Jungkoch, französisch Commis de Cuisine, ist die erste Einstellungsstufe nach der abgeschlossenen Berufsausbildung zum Koch.
In dieser Position hat er die Möglichkeit in den verschiedenen Bereichen der Küche zu arbeiten und somit weitere Erfahrungen zu sammeln.
Er untersteht direkt dem Postenchef (Chef de Partie) und dessen Stellvertreter (Demi Chef de Partie), also den Leitern des Küchenbereichs, in dem er arbeitet, sowie natürlich dem Küchenchef (Chef de Cuisine) und dessen Stellvertreter (Sous Chef). Er darf den ihm zugewiesenem Bereich eigenständig führen und Auszubildende anlernen. Über diese Führungsverantwortung hinaus ist er auch für zugewiesene Teilaufgaben in anderen Küchenbereichen zuständig.